# Живой товар (повесть)
Живой товар — повесть А. П. Чехова. Впервые опубликована в «Мирском толке» в 1882 году. Подписана А. Чехонте. Посвящена Ф. Ф. Попудогло.

## Сюжет
Григорию Грохольскому (как выясняется в конце повести, мать родила его не от отца, а от угнетаемого им мелкого чиновника, которого приголубила из жалости), у которого было несколько женщин, нравится Лиза Бугрова. Она замужем, есть ребёнок, но они все равно встречаются. Лиза соглашается уехать с ним. В это время появляется муж Лизы Иван Бугров и понимает всё. Грохольский не выдерживает общения с Бугровым и уходит. Муж угрожает Лизе и оскорбляет её, а затем и бьёт. Выясняется, что Лиза уже многократно ему изменяла. Муж прощает супругу, но тут возвращается Грохольский. Грохольский устраивает сцену и потом начинает предлагать Бугрову крупные суммы денег за Лизу. В итоге за 150 000 рублей он покупает у Ивана жену.
Ночью Бугров приезжает в гостиницу к Грохольскому и сообщает, что сына Мишу не продавал. Грохольский и Лиза соглашаются с этим. Они уезжают и проводят август в Крыму, на роскошной даче, снимаемой Грохольским. Приезжают Бугров и Миша, Бугров богат и демонстрирует это. Он дает Лизе увидеться с сыном, а через несколько дней показывает паре письмо от своего отца, священника Петра Бугрова. Тот собирается приехать, и Иван Петрович просит Лизу и Грохольского при старике не подавать виду, что сделка имела место.
Пётр Бугров приезжает, и ситуация становится нестерпимой, так как и его присутствие, и визиты его сына в дом утомляют пару. Затем Иван знакомится с двумя дамами, «француженками», и снова начинает общаться с Лизой наедине. Грохольский учиняет ей сцену ревности. Он является на дачу Ивана Бугрова и говорит с ним. Выясняется, что дамы изгнаны, а Иван при госте бьёт ребёнка. Грохольский говорит Бугрову уехать. Тот соглашается, Грохольский покупает у него роскошную дачную мебель.
Проходит несколько месяцев, наступает весна. Грохольскому нравится быть с Лизой, Лиза же тоскует. Бугров снова приезжает в Крым, делает визиты на дачу, но показывает отсутствие особого интереса к бывшей жене. Однако Грохольский становится свидетелем их тайного свидания. Он говорит с Иваном и дарит тому имение, чтобы тот уехал туда (Бугров уже потратил вырученные за Лизу деньги почти до конца). Когда Лиза узнаёт об этом, с ней случается истерика.
Лиза и Грохольский отныне ходят как тени самих себя, а в начале июля Лиза сбегает от последнего. Грохольский переболел возвратным тифом, уехал за границу, в пьянстве и разврате растратил состояние и вернулся в Россию, поселившись у Ивана в своём бывшем имении на правах гостя. Автор приезжает в имение и узнаёт, что Иван мучает Грохольского, а Лиза уже беременна от него. Автор обзывает провожающего его на вокзал Грохольского тряпкой.